# Wapikopa Lake
Der Wapikopa Lake ist ein See im Kenora District im Norden der kanadischen Provinz Ontario.

## Lage
Der Wapikopa Lake liegt westlich des benachbarten Chipai Lake. Der Wunnummin Lake befindet sich 60 km weiter westlich. Der Winisk River durchquert den See in ostnordöstlicher Richtung. Weitere Zuflüsse sind Wapikopa River (im Nordwesten), Net River (im Nordosten) und Sakachewan Creek (im Südwesten). Der Wapikopa Lake befindet sich 330 km südsüdwestlich der Hudson Bay, 390 km westlich der James Bay sowie 295 km nördlich des Nipigonsees. Der See liegt am Rande des Kanadischen Schildes unweit des Übergangs zur Hudson-Bay-Niederung.
Der stark verzweigte See hat eine Längsausdehnung in SSW-NNO-Richtung von 33 km sowie eine maximale Breite von etwa 6 km. 
Größere Inseln sind Holbeck Island, Tuttle Island. Der 221 m hoch gelegene See hat eine Wasserfläche von ungefähr 122 km².